# 파이프 공녀 모드
레이디 모드 더프(Lady Maud Duff, 1893년 4월 3일 ~ 1945년 12월 14일)는 사우세스크 백작부인(Countess of Southesk)이다. 제11대 사우세스크 백작 찰스 카네기의 부인이자 에드워드 7세의 외손녀이며 제2대 파이프 여공작 알렉산드라의 여동생이다. 아버지는 제1대 파이프 공작 알렉산더 더프이며 어머니는 파이프 공작부인 프린세스 로열 루이즈이다. 자식은 카네기 경 제임스 카네기를 두었다.